# Junioren-Badmintonpanamerikameisterschaft 2019

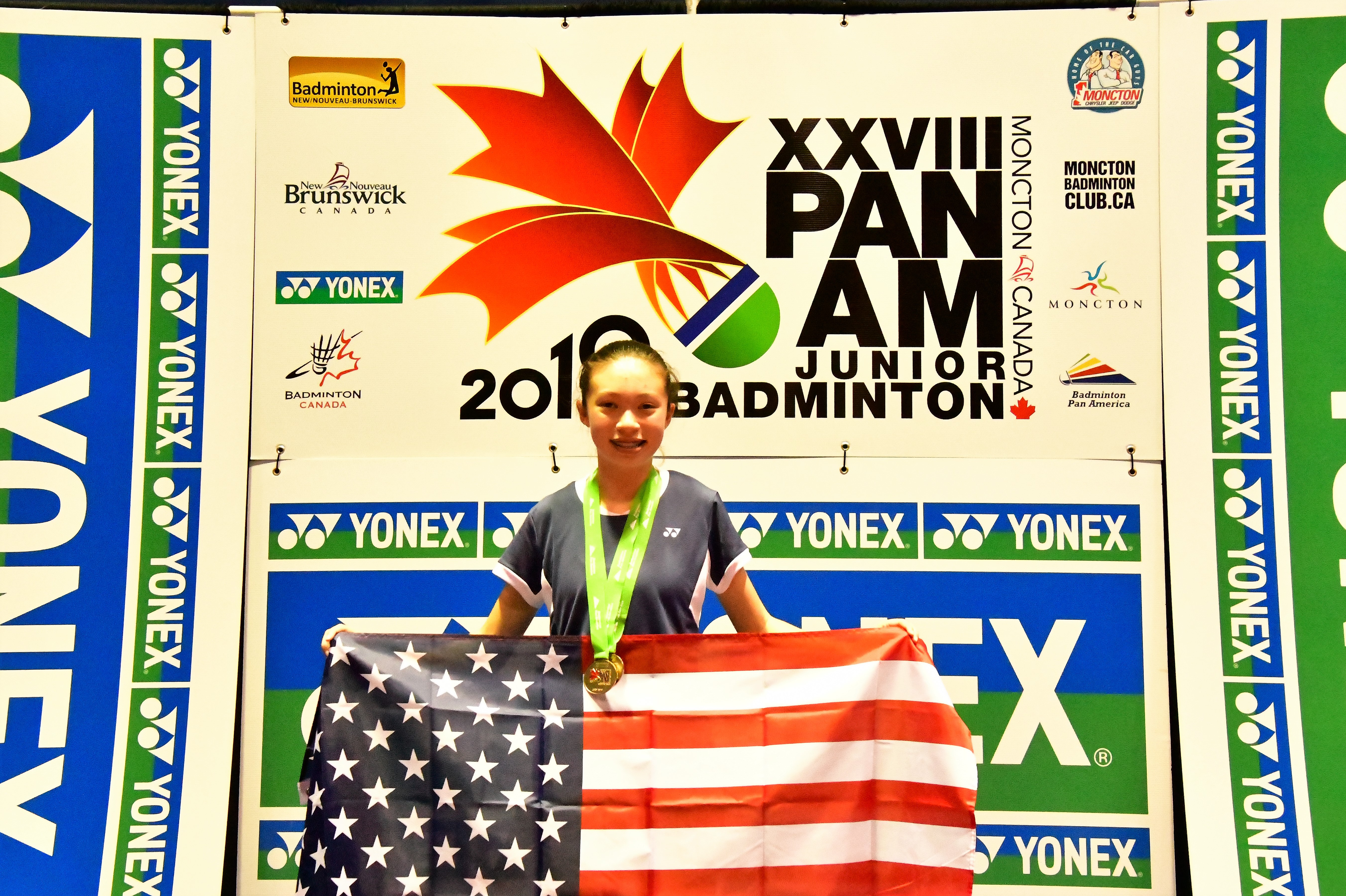
Francesca Corbett

Die Junioren-Badmintonpanamerikameisterschaft 2019 fand vom 16. bis zum 20. Juli 2019 in Moncton statt.

## Medaillengewinner der U19
| Disziplin    | Gold                       | Silber                      | Bronze                      |
| ------------ | -------------------------- | --------------------------- | --------------------------- |
| Herreneinzel | Brian Yang                 | Kevin Wang                  | Yunzhi Chen                 |
| Herreneinzel | Brian Yang                 | Kevin Wang                  | William Hu                  |
| Dameneinzel  | Natalie Chi                | Jacqueline Cheung           | Fernanda Saponara Rivva     |
| Dameneinzel  | Natalie Chi                | Jacqueline Cheung           | Eliana Zhang                |
| Herrendoppel | Jonathan Chien Brian Yang  | Clayton Cayen Ryan Zheng    | Yunzhi Chen Colin Jia       |
| Herrendoppel | Jonathan Chien Brian Yang  | Clayton Cayen Ryan Zheng    | William Hu Joshua Yuan      |
| Damendoppel  | Crystal Lai Wendy Zhang    | Sharon Au Jacqueline Cheung | Emily Chan Johnna Rymes     |
| Damendoppel  | Crystal Lai Wendy Zhang    | Sharon Au Jacqueline Cheung | Nicole Ju Tammy Xie         |
| Mixed        | Jonathan Chien Crystal Lai | Brian Yang Catherine Choi   | Yunzhi Chen Eliana Zhang    |
| Mixed        | Jonathan Chien Crystal Lai | Brian Yang Catherine Choi   | Colin Jia Jacqueline Cheung |

## Medaillengewinner der U17
| Disziplin    | Gold                     | Silber                        | Bronze                                        |
| ------------ | ------------------------ | ----------------------------- | --------------------------------------------- |
| Herreneinzel | Victor Lai               | Andrew S Wang                 | Joshua Yang                                   |
| Herreneinzel | Victor Lai               | Andrew S Wang                 | Sam Yuan                                      |
| Dameneinzel  | Jeslyn Chow              | Bhaavya S Manikonda           | Netra H Shetty                                |
| Dameneinzel  | Jeslyn Chow              | Bhaavya S Manikonda           | Kalea Sheung                                  |
| Herrendoppel | Henry Tang Joshua Yang   | Ivan Li Jadon Tsang           | Victor Lai Win Liao                           |
| Herrendoppel | Henry Tang Joshua Yang   | Ivan Li Jadon Tsang           | Imanhol Navarro Hurtado Remo Blondet Martinez |
| Damendoppel  | Rachel Chan Jeslyn Chow  | Bhaavya S Manikonda Rachel Ye | Jessica Cheng Alayna Walia                    |
| Damendoppel  | Rachel Chan Jeslyn Chow  | Bhaavya S Manikonda Rachel Ye | Kodi Tang Lee Stella Tran                     |
| Mixed        | Victor Lai Jessica Cheng | Ivan Li Rachel Chan           | Henry Tang Kodi Tang Lee                      |
| Mixed        | Victor Lai Jessica Cheng | Ivan Li Rachel Chan           | Jadon Tsang Jeslyn Chow                       |

## Medaillengewinner der U15
| Disziplin    | Gold                          | Silber                 | Bronze                                         |
| ------------ | ----------------------------- | ---------------------- | ---------------------------------------------- |
| Herreneinzel | Josh Nguyen                   | Ryan Ma                | Aaron Bai                                      |
| Herreneinzel | Josh Nguyen                   | Ryan Ma                | Daniel Zhou                                    |
| Dameneinzel  | Francesca Corbett             | Veronica Yang          | Ella Lin                                       |
| Dameneinzel  | Francesca Corbett             | Veronica Yang          | Alena Yu                                       |
| Herrendoppel | Arthur Lee Jerry Yuan         | Julian Lau Daniel Zhou | Jeffrey Chang Kyle Wang                        |
| Herrendoppel | Arthur Lee Jerry Yuan         | Julian Lau Daniel Zhou | Daniel Leung Harold Tan                        |
| Damendoppel  | Francesca Corbett Allison Lee | Chloe Ho Ella Lin      | Ally Chia Natalie Nakatsui                     |
| Damendoppel  | Francesca Corbett Allison Lee | Chloe Ho Ella Lin      | Fernanda Munar Solimano Rafaela Munar Solimano |
| Mixed        | Aaron Bai Allison Lee         | Adam Tay Chloe Ho      | Robert Shekhtman Joline Siu                    |
| Mixed        | Aaron Bai Allison Lee         | Adam Tay Chloe Ho      | Jerry Yuan Olivia Chen                         |

## Medaillengewinner der U13
| Disziplin    | Gold                          | Silber                     | Bronze                 |
| ------------ | ----------------------------- | -------------------------- | ---------------------- |
| Herreneinzel | Linden Wang                   | Anderson Lin               | Scott Lin              |
| Herreneinzel | Linden Wang                   | Anderson Lin               | Rongpeng Zhou          |
| Dameneinzel  | Vera Lin                      | Angie Liu                  | Emma Wei               |
| Dameneinzel  | Vera Lin                      | Angie Liu                  | Jasmine Yeung          |
| Herrendoppel | Liam Zhang Rongpeng Zhou      | Ben Tirtohadi Linden Wang  | Oliver Chen Ricky Tao  |
| Herrendoppel | Liam Zhang Rongpeng Zhou      | Ben Tirtohadi Linden Wang  | Bosco Lai Matthew Yu   |
| Damendoppel  | Jasmine La Jasmine Yeung      | Mia Hundley Emma Wei       | Katie Lau Lyric Su     |
| Damendoppel  | Jasmine La Jasmine Yeung      | Mia Hundley Emma Wei       | Chloe Mak Helen Pham   |
| Mixed        | Garret Tan Carryssa Caryn Bun | Anderson Lin Sahasra Chada | Scott Lin Vera Lin     |
| Mixed        | Garret Tan Carryssa Caryn Bun | Anderson Lin Sahasra Chada | Linden Wang Alice Wang |

## Medaillengewinner der U11
| Disziplin    | Gold                   | Silber                    | Bronze                         |
| ------------ | ---------------------- | ------------------------- | ------------------------------ |
| Herreneinzel | Solomon Tong           | John Fu                   | Anson Chen                     |
| Herreneinzel | Solomon Tong           | John Fu                   | Ethan Yuen                     |
| Dameneinzel  | Susanna Wang           | Olivia Yu                 | Adréa Beaulieu                 |
| Dameneinzel  | Susanna Wang           | Olivia Yu                 | Deborah Nian                   |
| Herrendoppel | John Fu Ethan Yuen     | Aayush Saha Kevin Yang    | Solomon Tong Alan Zhang        |
| Damendoppel  | Kelly Liu Susanna Wang | Adréa Beaulieu Olivia Gao | Francesca Carozzi Ariana Munar |
| Damendoppel  | Kelly Liu Susanna Wang | Adréa Beaulieu Olivia Gao | Rosey Yin Olivia Yu            |
| Mixed        | Ethan Yuen Rosey Yin   | Kevin Yang Susanna Wang   | John Fu Kelly Liu              |
| Mixed        | Ethan Yuen Rosey Yin   | Kevin Yang Susanna Wang   | Solomon Tong Deborah Nian      |

## Mannschaften U19

### Vorrunde
| Platz | Team               | Sp. | G | V | g  | v  |
| ----- | ------------------ | --- | - | - | -- | -- |
| 1     | Kanada             | 4   | 4 | 0 | 18 | 2  |
| 2     | Vereinigte Staaten | 4   | 3 | 1 | 16 | 4  |
| 3     | Brasilien          | 4   | 2 | 2 | 9  | 11 |
| 4     | Peru               | 4   | 1 | 3 | 5  | 15 |
| 5     | Chile              | 4   | 0 | 4 | 2  | 18 |

### Endrunde
|  | Halbfinale          | Halbfinale          |                     |   | Finale              | Finale              |
|  |                     |                     |                     |   |                     |                     |
|  | Kanada              | 3                   |                     |   |                     |                     |
|  | Brasilien           | 1                   |                     |   |                     |                     |
|  | 13. Juli 2019 05:00 |                     |                     |   |                     |                     |
|  |                     |                     | 14. Juli 2019 02:00 |   |                     |                     |
|  | Kanada              | 2                   |                     |   |                     |                     |
|  |                     | Vereinigte Staaten  | 0                   |   |                     |                     |
|  |                     |                     |                     |   |                     |                     |
|  | Spiel um Platz drei |                     |                     |   |                     |                     |
|  | 13. Juli 2019 05:00 | 13. Juli 2019 05:00 | Brasilien           | 3 |                     |                     |
|  | Peru                | 0                   | Peru                | 0 |                     |                     |
|  | Vereinigte Staaten  | 3                   |                     |   | 14. Juli 2019 02:00 | 14. Juli 2019 02:00 |